# Climat de l'Azerbaïdjan

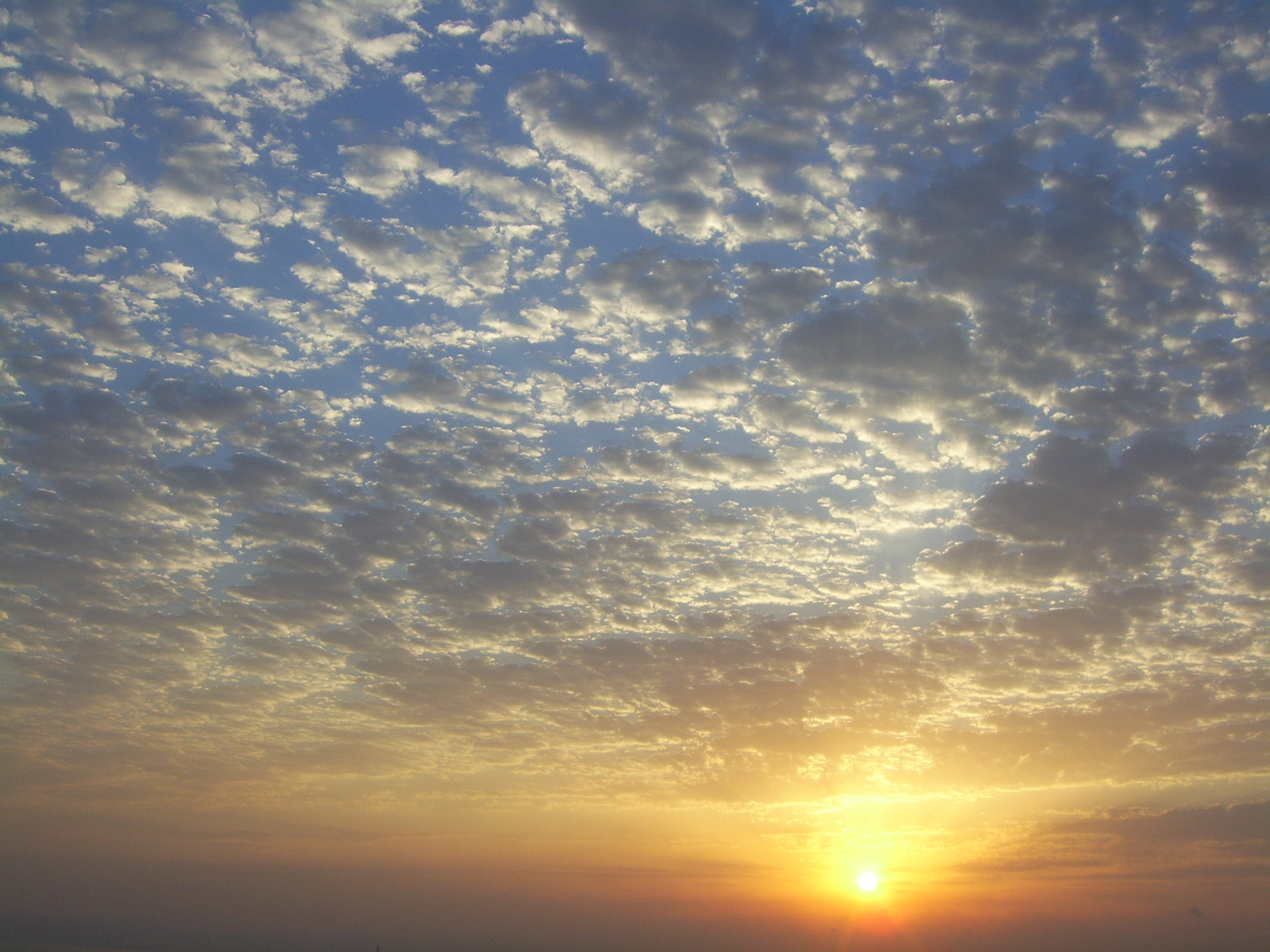
Coucher de soleil en Azerbaïdjan.

L'Azerbaïdjan possède des climats divers. Le climat, variable, est subtropical et semi-aride dans les parties centrales et orientales du pays, subtropical humide dans le sud-est, tempéré le long du littoral, continental dans l'ouest et froid dans les montagnes. Bakou bénéficie d'un climat doux, les températures s'étalant de 4 °C en janvier à 25 °C en juillet. 
Du fait des faibles pluies (de 200 à 350 mm en moyenne par an), l'agriculture a recours à l'irrigation. La péninsule d'Abşeron, qui comprend Bakou, est la région la plus aride de tout l'Azerbaïdjan avec des précipitations annuelles inférieures à 200 mm. Les précipitations les plus importantes ont lieu dans les hauteurs du Caucase et dans la région de Lankaran (de 1 600 à 1 800 mm en moyenne par an), à l'extrême sud-est, où elles dépassent les 1 000 mm par an en moyenne.

## Principaux aspects

### Température
Le régime de température et sa répartition à travers l'Azerbaïdjan sont réguliers et dépendent des caractéristiques des masses d'air entrant dans le pays, du paysage régional et de la proximité de la mer Caspienne.
Au Nord et à l'Ouest, où se trouvent les plus hauts reliefs, les températures sont très basses en hiver, jusqu'à -30 °C et l'enneigement est important. Au Sud, autour de Lankaran, le climat devient plus humide. Entre les deux, Bakou bénéfice d'un climat tempéré. Le climat est tempéré par la mer Caspienne et les reliefs protègent l'Azerbaïdjan des vents sibériens. Le hivers sont froids, 0 °C en janvier et les étés doux, de 25 à 30 °C. La température diminue avec la proximité des montagnes, avec une moyenne de 4-5 °C à une altitude de 2 000 mètres et de 1-2 °C à 3 000 mètres. La température minimale absolue (-33 °C) et la température maximale absolue (46 °C ont été observées à Djoulfa et à Ordoubad.
Les précipitations annuelles maximales tombent à Lankaran (1 600 à 1 800 mm) et le minimum dans la péninsule d'Abcheron (200 à 350 mm).

### Vents
Sur le territoire de la république, la vitesse annuelle moyenne du vent est de 5 m / s. Il varie dans les zones côtières de la péninsule d'Abcheron entre 6 - 8 m/s.  La plaine de Gandja-Gazakh diffère par des vents forts (25 - 70 jours). Dans d'autres parties de l'Azerbaïdjan, les vents forts sont relativement moins observés. 

## Géographie
L'Azerbaïdjan est situé à l'extrémité nord de la zone subtropicale, dans la partie sud-est du Caucase et la partie nord-ouest du plateau iranien. La situation géographique compliquée et le paysage, la proximité de la mer Caspienne, l'effet du rayonnement solaire, les masses d'air d'origine différente, etc., contribuent à sa diversité climatologique.
L'Azerbaïdjan est entouré par le Grand Caucase, le Petit Caucase, Talych et les montagnes iraniennes du Nord. La plaine de Koura-Araxe, entre le Grand Caucase et le Petit Caucase, s'étend jusqu'à la mer Caspienne dans la partie orientale du pays. Le Grand Caucase, situé au nord du pays et s'étendant du nord-ouest au sud-est, protège le pays des influences directes des masses d'air froid du nord. Cela conduit à la formation d'un climat subtropical sur la plupart des contreforts et des plaines du pays. D'autres chaînes de montagnes entourant le pays ont également un impact sur la circulation de l'air. La complexité du paysage entraîne la formation non uniforme de zones climatiques et crée des zones climatiques verticales.
Les plaines et les contreforts azerbaïdjanais ont des taux d'insolation élevés. Le soleil brille de 2 200 à 2 400 heures par an dans la plaine de Koura-Araxe, la péninsule d'Abcheron et d'autres plaines et contreforts, et de 2 600 à 2 800 heures dans les plaines autour de la rivière Araz dans la région de Nakhitchevan. En raison de la nébulosité accrue dans les régions montagneuses, ces zones ne reçoivent que 1 900 à 2 200 heures d'ensoleillement direct.

## Diagrammes ombrothermiques de quelques villes

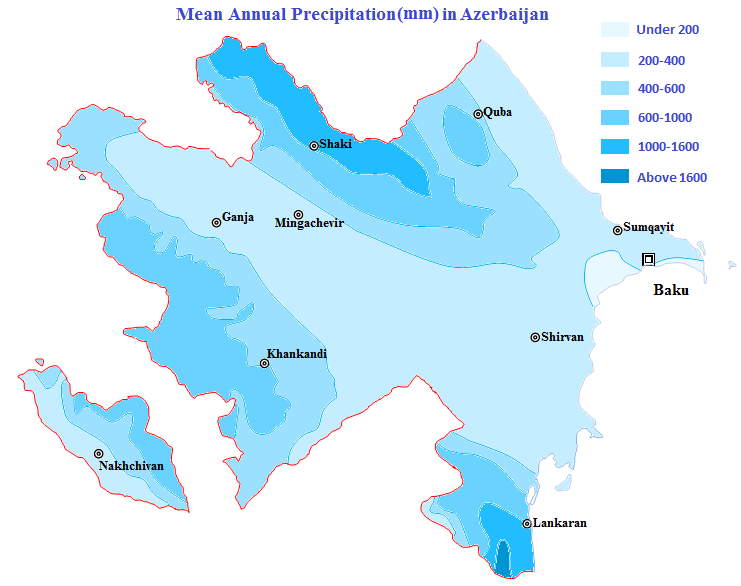
Les précipitations annuelles en Azerbaïdjan (mm).

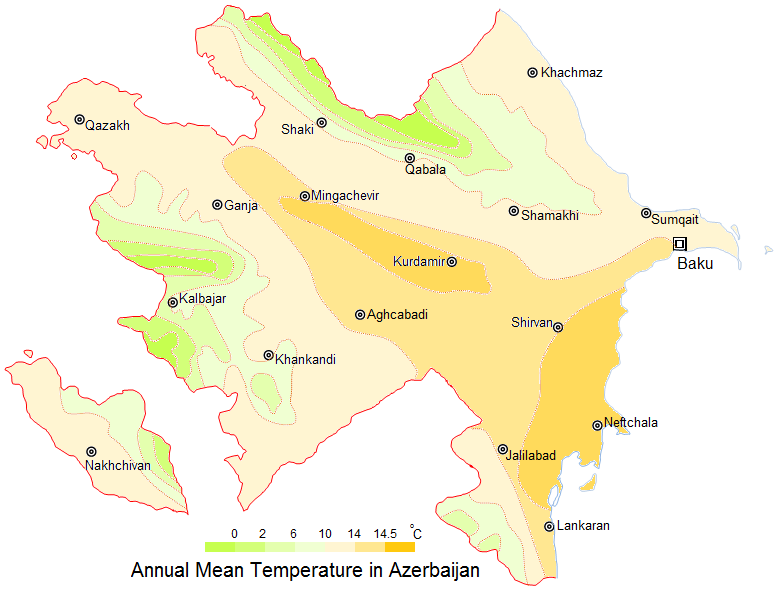
Les températures moyennes annuelles en Azerbaïdjan (°C).

### Bakou
| Mois                                | jan. | fév. | mars | avril | mai  | juin | jui. | août | sep. | oct. | nov. | déc. | année |
| ----------------------------------- | ---- | ---- | ---- | ----- | ---- | ---- | ---- | ---- | ---- | ---- | ---- | ---- | ----- |
| Température minimale moyenne (°C)   | 2,1  | 2    | 4,2  | 9,4   | 14,9 | 19,7 | 22,2 | 22,9 | 19,4 | 13,6 | 8,8  | 4,8  | 12    |
| Température moyenne (°C)            | 4,2  | 4    | 6,3  | 12,3  | 18   | 22,8 | 26,4 | 25,6 | 21,8 | 16   | 10,8 | 6,6  | 14,6  |
| Température maximale moyenne (°C)   | 6,6  | 6,3  | 9,8  | 16,4  | 22,1 | 27,3 | 30,6 | 29,7 | 25,6 | 19,6 | 13,5 | 9,7  | 18,1  |
| Précipitations (mm)                 | 21   | 20   | 21   | 18    | 18   | 8    | 2    | 6    | 15   | 25   | 30   | 26   | 192   |
| Nombre de jours avec précipitations | 6    | 6    | 5    | 4     | 3    | 2    | 1    | 2    | 2    | 6    | 6    | 6    | 49    |

### Lankaran
| Mois                                | jan. | fév. | mars | avril | mai  | juin | jui. | août | sep. | oct. | nov. | déc. | année |
| ----------------------------------- | ---- | ---- | ---- | ----- | ---- | ---- | ---- | ---- | ---- | ---- | ---- | ---- | ----- |
| Température minimale moyenne (°C)   | 0    | 1    | 3,9  | 8,6   | 13,1 | 17,5 | 20,1 | 19,7 | 16,9 | 11,8 | 6,7  | 2,5  | 10,2  |
| Température moyenne (°C)            | 3,4  | 4    | 6,9  | 12,5  | 17,7 | 22,2 | 25,3 | 24,4 | 21,2 | 15,8 | 10,4 | 6    | 14,3  |
| Température maximale moyenne (°C)   | 7,2  | 7,2  | 11   | 17,5  | 22,5 | 27,2 | 30,4 | 29,5 | 25,9 | 19,9 | 14,1 | 10,1 | 18,4  |
| Précipitations (mm)                 | 91   | 114  | 90   | 50    | 54   | 22   | 17   | 50   | 143  | 259  | 168  | 88   | 1 146 |
| Nombre de jours avec précipitations | 10   | 10   | 11   | 8     | 8    | 3    | 2    | 4    | 7    | 13   | 12   | 9    | 97    |

### Gandja
- Température record la plus froide: −17,8 °C (janvier 1935)
- Température record la plus chaude: 39,8 °C (juillet 1952)
- Hauteur de pluie mensuelle record: 152 mm (juin 1968)
- Nombre moyen de jours avec de la neige dans l'année: 18

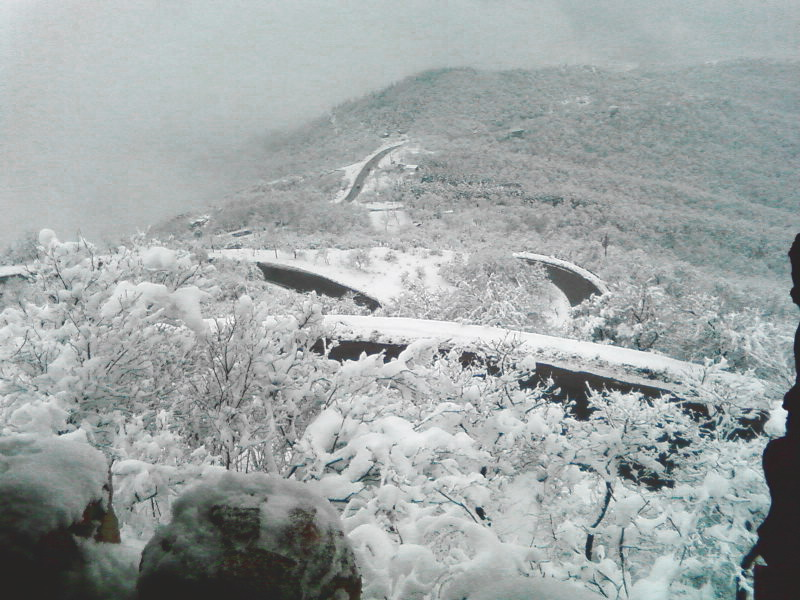
Hiver en Şamaxı.

- Nombre moyen de jours de pluie dans l'année: 105
- Nombre moyen de jours avec de l'orage dans l'année: 30

| Mois                              | jan. | fév. | mars | avril | mai  | juin | jui. | août | sep. | oct. | nov. | déc. | année |
| --------------------------------- | ---- | ---- | ---- | ----- | ---- | ---- | ---- | ---- | ---- | ---- | ---- | ---- | ----- |
| Température minimale moyenne (°C) | −1,7 | −1   | 1,9  | 8,1   | 12,2 | 16,2 | 19,4 | 18,4 | 15,5 | 9,6  | 4,9  | 0,6  | 8,7   |
| Température moyenne (°C)          | 1,8  | 2,7  | 6,6  | 13,1  | 17,7 | 22,3 | 25,5 | 24,4 | 20,5 | 13,9 | 8,4  | 3,9  | 13,4  |
| Température maximale moyenne (°C) | 6,4  | 7,9  | 12,2 | 19,3  | 23,9 | 28,7 | 31,8 | 30,8 | 26,7 | 19,7 | 13,4 | 8,4  | 19,1  |
| Précipitations (mm)               | 10   | 15   | 22   | 30    | 46   | 46   | 25   | 18   | 15   | 32   | 16   | 11   | 286   |